# أولريش فرانزن
أولريش فرانزن (بالإنجليزية: Ulrich Franzen)‏ هو مهندس معماري أمريكي، ولد في 15 يناير 1921 في دوسلدورف في ألمانيا، وتوفي في 6 أكتوبر 2012 في سانتا فيه في الولايات المتحدة.